# The Great Gatsby (commedia)
The Great Gatsby è un lavoro teatrale del 1926 scritto da Owen Davis. Diretto da George Cukor, è la trasposizione teatrale del romanzo di F. Scott Fitzgerald. Lo spettacolo di Broadway, che restò in scena all'Ambassador Theatre dal 2 febbraio al maggio 1926 per un totale di 112 recite - fu prodotto da William A. Brady.
Fu una delle prime regie di George Cukor che, negli anni venti, lavorò in teatro a Broadway prima di diventare uno dei nomi più famosi del cinema hollywoodiano.
La commedia, in un prologo e tre atti, è ambientata nel 1917 nel Kentucky a Louisville e a Long Island nel 1925.

## Cast
- Edward Butler: Ryan
- Elliot Cabot: Tom Buchanan
- William Clifford: Doc Civit
- Robert W. Craig: Wilson
- Charles Dickson: Meyer Wolfshiem
- Florence Eldridge: Daisy (Fay) Buchanan
- Josephine Evans: Myrtle Wilson
- Gladys Feldman: Mrs. Turner
- Carol Goodner: Catherine Rogers
- Porter Hall: Milt Gay
- Virginia Hennings: Sally
- Grace Heyer: Mrs. Morton
- William Leith: Crosby
- Ellen Mason: Mrs. Gay
- Gordon Mullen: Donovan
- Richard Rawson: Tom Turner
- James Rennie: Jay Gatsby
- Margherita Sargent: Mrs. Fay
- Ralph Sprague: Lt. Carson
- Edward H. Wever: Nick Carraway
- Catherine Willard: Jordan Baker